# Пеньков, Михаил Иванович
Михаил Иванович Пеньков (1923—1944) — участник Великой Отечественной войны, Герой Советского Союза (1944).

## Биография
Родился 25 июля 1923 года в городе Миллерово ныне Ростовской области. Окончил 9 классов, аэроклуб в Ворошиловграде.
С 1941 года в рядах Красной Армии. В 1943 году окончил Ворошиловградскую военную авиационную школу пилотов.
Лётчик-штурмовик, командир звена 431-го штурмового авиационного полка (174-го гвардейского штурмового авиационного полка с 19 августа 1944 года) (299-я штурмовая авиационная дивизия, 16-я воздушная армия, 1-й Белорусский фронт), гвардии лейтенант Михаил Пеньков с сентября 1943 года — на фронтах Великой Отечественной войны. К августу 1944 года Пеньков совершил 103 боевых вылета на штурмовку живой силы и техники противника. В воздушном бою сбил вражеский бомбардировщик.
Из наградного листа эпизоды боевой деятельности М. И. Пенькова

 15 ноября 1943 года, выполняя боевое задание в районе Холмич, в снегопад при видимости в 500 метров обнаружил колонну танков противника, на которую произвёл семь заходов. Поджёг два танка, возвратившись с задания, мастерски произвёл посадку на закрытый туманом аэродром.
- 29 ноября 1943 года при штурмовке скопления железнодорожных составов на станции Жлобин (Гомельская область) при сильном противодействии зенитной артиллерии произвёл шесть заходов на цель, в которых уничтожил один паровоз и семь вагонов с боеприпасами. При отходе от цели восьмёрка Ил-2 завязала воздушный бой с 11 самолётами Ю-87, в котором Пеньков лично сбил один вражеский бомбардировщик. Привёл на аэродром свой самолёт, имея свыше 20 пробоин и серьёзные повреждения плоскостей, элеронов и рулей.
- 8 января 1944 года, выполняя задание в районе Мозырь-Бобровичи (Гомельская область) при сильном огне зенитной артиллерии на повреждённом при подходе к цели самолёте произвёл три захода на штурмовку и уничтожил одно орудие полевой артиллерии, пять повозок и до десяти человек живой силы врага.
- 12 января 1944 года, выполняя задание по разведке в паре, в районе Холмич взорвал крупный склад боеприпасов.
- 22 февраля 1944 года в сложных метеорологических условиях произвёл два вылета в составе группы в район города Жлобин, при этом лично уничтожил четыре автомашины, две повозки и до десяти человек живой силы.
- 24 и 25 февраля 1944 года Пеньков в группе произвёл пять успешных боевых вылетов. Группа уничтожила две батареи зенитной артиллерии, 11 повозок, два танка, склад с горючим и склад с боеприпасами и до 70 солдат и офицеров врага. Кроме того, лично Пеньковым уничтожен один склад с боеприпасами и убито до 15 гитлеровцев.
- 19 марта 1944 года группа из шести Ил-2 произвела штурмовку железнодорожной станции Ковель и огневых точек в городе. Пеньков лично поджёг один из эшелонов.
- 21 марта 1944 года Пеньков в составе группы произвёл три боевых вылета, в которых лично уничтожил один железнодорожный вагон на станции Передубы и до 20 человек живой силы противника, создал два очага пожара.
- 28 марта 1944 года в районе железнодорожной станции Заблоце (Польша) взорвал склад боеприпасов. Попал под обстрел зенитной артиллерии и на повреждённом самолёте с бреющего полёта поджёг три вагона с грузами.
- 31 марта 1944 года произвёл за день три боевых вылета в район Ратно, Ковель (Волынская область) и, несмотря на сильное противодействие зенитной артиллерии, совершил по пять-шесть заходов на цели. За день уничтожил один танк, три автомашины и до 30 человек живой силы, подавил огонь миномётной батареи и двух орудий полевой артиллерии, повредил паровоз и поджёг один вагон с грузом.
- 18 апреля 1944 года произвёл три боевых вылета в район Доминополь где в результате штурмовки уничтожил одно орудие полевой артиллерии, три автомашины и одну цистерну с горючим. Плохо управляемый самолёт с повреждением рулей привёл на свой аэродром.
- 27 апреля 1944 года в районе Любомля (Волынская область) произвёл три захода на цель, в результате которых уничтожил один танк, три автомашины и до 15 немецких солдат и офицеров. Несмотря на то, что при первом заходе получил более 20 пробоин, сильные повреждения плоскостей, пробитую пневмосистему, сумел выполнить боевое задание, привёл и посадил самолёт на своём аэродроме.
- 24 июня 1944 года, выполняя задание по разведке с боем и, будучи ведущим пары, в районе железнодорожной станции Ратмировичи (Октябрьский район (Гомельская область)) поджёг эшелон врага, произвёл отличное фотографирование заданного района и доставил ценные данные о противнике.

— 
Погиб 5 октября 1944 года в Польше при выполнении боевого задания. Похоронен в населённом пункте Станины (юго-западнее города Лукув, Польша).

## Память
- Именем Героя названа школа в городе Миллерово.[2].
- Мемориальная доска в память о Пенькове установлена Российским военно-историческим обществом на здании гимназии № 1 города Миллерово, где он учился.

## Награды
- Медаль «Золотая Звезда» Героя Советского Союза (26.10.1944).[3]
- Орден Ленина (26.10.1944).[3]
- Орден Красного Знамени(22.05.1944)[4]
- Орден Красного Знамени(2.04.1944)[5]
- Орден Красной Звезды  (14.02.1944)[6]
- Медаль «За отвагу» (24.08.1943)[7]